# Eisschnelllauf-Sprintweltmeisterschaft 1997
Die 28. Eisschnelllauf-Sprintweltmeisterschaft wurde vom 1. bis 2. Februar im norwegischen Hamar (Vikingskipet) ausgetragen.

## Wettbewerb
- 62 Sportler aus 19 Nationen nahmen am Mehrkampf teil

| Teilnehmende Nationen                         | Teilnehmende Nationen               | Teilnehmende Nationen                 | Teilnehmende Nationen              | Teilnehmende Nationen               |
| --------------------------------------------- | ----------------------------------- | ------------------------------------- | ---------------------------------- | ----------------------------------- |
| Österreich Belarus Kanada Volksrepublik China | Finnland Deutschland Ungarn Italien | Japan Kasachstan Südkorea Niederlande | Norwegen Neuseeland Polen Russland | Schweden Ukraine Vereinigte Staaten |

### Frauen

#### Endstand
- Zeigt die zwölf erfolgreichsten Sportlerinnen der Sprint-WM

| Rang | Name              | 1. Lauf 500 Meter | Pkt.  | 1. Lauf 1.000 Meter | Pkt.  | 2. Lauf 500 Meter | Pkt.  | 2. Lauf 1.000 Meter | Pkt.  | Gesamt- pkt. |
| ---- | ----------------- | ----------------- | ----- | ------------------- | ----- | ----------------- | ----- | ------------------- | ----- | ------------ |
| 1    | Franziska Schenk  | 39,77 (1)         | 39,77 | 1:19,76 (1)         | 39,88 | 39,53 (1)         | 39,53 | 1:19,82 (1)         | 39,91 | 159,090      |
| 2    | Xue Ruihong       | 40,62 (12)        | 40,62 | 1:20,23 (2)         | 40,11 | 39,72 (2)         | 39,72 | 1:21,06 (5)         | 40,53 | 160,985      |
| 3    | Chris Witty       | 40,59 (11)        | 40,59 | 1:21,02 (5)         | 40,51 | 40,19 (9)         | 40,19 | 1:20,41 (3)         | 40,20 | 161,495      |
| 4    | Shiho Kusunose    | 40,44 (9)         | 40,44 | 1:20,79 (3)         | 40,39 | 40,12 (7)         | 40,12 | 1:21,39 (9)         | 40,69 | 161,650      |
| 5    | Catriona LeMay    | 40 (2)            | 40    | 1:21,74 (10)        | 40,87 | 40,06 (4)         | 40,06 | 1:21,50 (10)        | 40,75 | 161,680      |
| 6    | Marianne Timmer   | 40,31 (6)         | 40,31 | 1:21,80 (11)        | 40,90 | 40,27 (10)        | 40,27 | 1:21,10 (6)         | 40,55 | 162,030      |
| 7    | Anke Baier        | 40,29 (5)         | 40,29 | 1:21,71 (9)         | 40,85 | 40,31 (11)        | 40,31 | 1:21,53 (12)        | 40,76 | 162,220      |
| 8    | Oxana Rawilowa    | 40,40 (7)         | 40,40 | 1:22,03 (13)        | 41,01 | 40,07 (6)         | 40,07 | 1:21,50 (10)        | 40,75 | 162,235      |
| 9    | Becky Sundstrom   | 40,63 (13)        | 40,63 | 1:20,97 (4)         | 40,48 | 40,65 (13)        | 40,65 | 1:21,10 (6)         | 40,55 | 162,315      |
| 10   | Annamarie Thomas  | 40,72 (15)        | 40,72 | 1:21,50 (7)         | 40,75 | 40,89 (18)        | 40,89 | 1:20,19 (2)         | 40,09 | 162,455      |
| 11   | Tomomi Okazaki    | 40,20 (4)         | 40,20 | 1:22,63 (15)        | 41,31 | 40,14 (8)         | 40,14 | 1:21,74 (13)        | 40,87 | 162,525      |
| 12   | Swetlana Schurowa | 40,13 (3)         | 40,13 | 1:22,99 (18)        | 41,49 | 40,06 (4)         | 40,06 | 1:22,02 (14)        | 41,01 | 162,695      |

#### 1. Lauf 500 Meter
| Platz | Name              | Land        | Zeit    | Punkte  |
| ----- | ----------------- | ----------- | ------- | ------- |
| 1     | Franziska Schenk  | Deutschland | 39,77   | 39,77   |
| 2     | Catriona LeMay    | Kanada      | 40,00   | 40,00   |
| 3     | Swetlana Schurowa | Russland    | 40,13   | 40,13   |
| 4     | Tomomi Okazaki    | Japan       | 40,20   | 40,20   |
| 5     | Anke Baier        | Deutschland | 40,29   | 40,29   |
| 6     | Marianne Timmer   | Niederlande | 40,31   | 40,31   |
| 7     | Oxana Rawilowa    | Russland    | 40,40   | 40,40   |
| 8     | Susan Auch        | Kanada      | 40,41   | 40,41   |
| 9     | Shiho Kusunose    | Japan       | 40,44   | 40,44   |
| 10    | Tomomi Shimizu    | Japan       | 40,57   | 40,57   |
|       |                   |             |         |         |
| 14    | Monique Garbrecht | Deutschland | 40,67   | 40,67   |
| 26    | Emese Hunyady     | Österreich  | 42,74   | 42,74   |
| 27    | Sabine Völker     | Deutschland | 1:13,78 | 1:13,78 |

#### 1. Lauf 1.000 Meter
| Platz | Name              | Land                | Zeit    | Punkte |
| ----- | ----------------- | ------------------- | ------- | ------ |
| 1     | Franziska Schenk  | Deutschland         | 1:19,76 | 39,88  |
| 2     | Xue Ruihong       | Volksrepublik China | 1:20,23 | 40,11  |
| 3     | Shiho Kusunose    | Japan               | 1:20,79 | 40,39  |
| 4     | Becky Sundstrom   | Vereinigte Staaten  | 1:20,97 | 40,48  |
| 5     | Chris Witty       | Vereinigte Staaten  | 1:21,02 | 40,51  |
| 6     | Sabine Völker     | Deutschland         | 1:21,10 | 40,55  |
| 7     | Annamarie Thomas  | Niederlande         | 1:21,50 | 40,75  |
| 8     | Moira D’Andrea    | Vereinigte Staaten  | 1:21,69 | 40,84  |
| 9     | Anke Baier        | Deutschland         | 1:21,71 | 40,85  |
| 10    | Catriona LeMay    | Kanada              | 1:21,74 | 40,87  |
|       |                   |                     |         |        |
| 12    | Monique Garbrecht | Deutschland         | 1:21,90 | 40,95  |
| 17    | Emese Hunyady     | Österreich          | 1:22,72 | 41,36  |

#### 2. Lauf 500 Meter
| Platz | Name                             | Land                | Zeit  | Punkte |
| ----- | -------------------------------- | ------------------- | ----- | ------ |
| 1     | Franziska Schenk                 | Deutschland         | 39,53 | 39,53  |
| 2     | Xue Ruihong                      | Volksrepublik China | 39,72 | 39,72  |
| 3     | Sabine Völker                    | Deutschland         | 39,84 | 39,84  |
| 4     | Catriona LeMay Swetlana Schurowa | Kanada Russland     | 40,06 | 40,06  |
| 6     | Oxana Rawilowa                   | Russland            | 40,07 | 40,07  |
| 7     | Shiho Kusunose                   | Japan               | 40,12 | 40,12  |
| 8     | Tomomi Okazaki                   | Japan               | 40,14 | 40,14  |
| 9     | Chris Witty                      | Vereinigte Staaten  | 40,19 | 40,19  |
| 10    | Marianne Timmer                  | Niederlande         | 40,27 | 40,27  |
|       |                                  |                     |       |        |
| 14    | Monique Garbrecht                | Deutschland         | 40,66 | 40,66  |
| 26    | Emese Hunyady                    | Österreich          | 41,80 | 41,80  |

#### 2. Lauf 1.000 Meter
| Platz | Name                            | Land                           | Zeit    | Punkte |
| ----- | ------------------------------- | ------------------------------ | ------- | ------ |
| 1     | Franziska Schenk                | Deutschland                    | 1:19,82 | 39,91  |
| 2     | Annamarie Thomas                | Niederlande                    | 1:20,19 | 40,09  |
| 3     | Chris Witty                     | Vereinigte Staaten             | 1:20,41 | 40,20  |
| 4     | Sabine Völker                   | Deutschland                    | 1:20,49 | 40,24  |
| 5     | Xue Ruihong                     | Volksrepublik China            | 1:21,06 | 40,53  |
| 6     | Marianne Timmer Becky Sundstrom | Niederlande Vereinigte Staaten | 1:21,10 | 40,55  |
| 8     | Marieke Wijsman                 | Niederlande                    | 1:21,35 | 40,67  |
| 9     | Shiho Kusunose                  | Japan                          | 1:21,39 | 40,69  |
| 10    | Catriona LeMay Oxana Rawilowa   | Kanada Russland                | 1:21,50 | 40,75  |
| 12    | Anke Baier                      | Deutschland                    | 1:21,53 | 40,76  |
|       |                                 |                                |         |        |
| 15    | Monique Garbrecht               | Deutschland                    | 1:22,04 | 41,02  |
| 18    | Emese Hunyady                   | Österreich                     | 1:22,78 | 41,39  |

### Männer

#### Endstand
- Zeigt die zwölf erfolgreichsten Sportler der Sprint-WM

| Rang | Name                | 1. Lauf 500 Meter | Pkt.  | 1. Lauf 1.000 Meter | Pkt.  | 2. Lauf 500 Meter | Pkt.  | 2. Lauf 1.000 Meter | Pkt.  | Gesamt- pkt. |
| ---- | ------------------- | ----------------- | ----- | ------------------- | ----- | ----------------- | ----- | ------------------- | ----- | ------------ |
| 1    | Sergei Klewtschenja | 36,18 (1)         | 36,18 | 1:13,84 (6)         | 36,92 | 36,04 (2)         | 36,04 | 1:14,15 (11)        | 37,07 | 146,215      |
| 2    | Roger Strøm         | 36,19 (2)         | 36,19 | 1:13,95 (8)         | 36,97 | 36,34 (4)         | 36,34 | 1:13,83 (7)         | 36,91 | 146,420      |
| 3    | Casey Fitzrandolph  | 36,68 (7)         | 36,68 | 1:13,63 (3)         | 36,81 | 36,53 (5)         | 36,53 | 1:12,97 (2)         | 36,48 | 146,510      |
| 4    | Hiroyasu Shimizu    | 36,39 (3)         | 36,39 | 1:14,16 (9)         | 37,08 | 36,26 (3)         | 36,26 | 1:14,08 (9)         | 37,04 | 146,770      |
| 5    | Jaegal Seong-yeol   | 36,63 (5)         | 36,63 | 1:13,92 (7)         | 36,96 | 36,83 (10)        | 36,83 | 1:13,57 (4)         | 36,78 | 147,205      |
| 6    | Kevin Overland      | 37,12 (11)        | 37,12 | 1:13,64 (4)         | 36,82 | 36,63 (6)         | 36,63 | 1:13,68 (5)         | 36,84 | 147,410      |
| 7    | Yasunori Miyabe     | 36,66 (6)         | 36,66 | 1:14,24 (11)        | 37,12 | 36,66 (7)         | 36,66 | 1:14,32 (13)        | 37,16 | 147,600      |
| 8    | Junichi Inoue       | 36,55 (4)         | 36,55 | 1:14,32 (12)        | 37,16 | 36,83 (10)        | 36,83 | 1:14,20 (12)        | 37,10 | 147,640      |
| 9    | Jeremy Wotherspoon  | 36,89 (8)         | 36,89 | 1:13,73 (5)         | 36,86 | 37,15 (15)        | 37,15 | 1:13,80 (6)         | 36,90 | 147,805      |
| 10   | Ådne Søndrål        | 37,45 (17)        | 37,45 | 1:13,45 (2)         | 36,72 | 37,37 (19)        | 37,37 | 1:13,06 (3)         | 36,53 | 148,075      |
| 11   | Gerard van Velde    | 37,13 (12)        | 37,13 | 1:14,20 (10)        | 37,10 | 37,08 (13)        | 37,08 | 1:13,92 (8)         | 36,96 | 148,270      |
| 12   | Patrick Bouchard    | 36,93 (9)         | 36,93 | 1:15,12 (17)        | 37,56 | 36,71 (8)         | 36,71 | 1:15,56 (22)        | 37,78 | 148,980      |

#### 1. Lauf 500 Meter
| Platz | Name                | Land               | Zeit  | Punkte |
| ----- | ------------------- | ------------------ | ----- | ------ |
| 1     | Sergei Klewtschenja | Russland           | 36,18 | 36,18  |
| 2     | Roger Strøm         | Norwegen           | 36,19 | 36,19  |
| 3     | Hiroyasu Shimizu    | Japan              | 36,39 | 36,39  |
| 4     | Junichi Inoue       | Japan              | 36,55 | 36,55  |
| 5     | Jaegal Seong-yeol   | Südkorea           | 36,63 | 36,63  |
| 6     | Yasunori Miyabe     | Japan              | 36,66 | 36,66  |
| 7     | Casey Fitzrandolph  | Vereinigte Staaten | 36,68 | 36,68  |
| 8     | Jeremy Wotherspoon  | Kanada             | 36,89 | 36,89  |
| 9     | Patrick Bouchard    | Kanada             | 36,93 | 36,93  |
| 10    | Mike Ireland        | Kanada             | 37,04 | 37,04  |
|       |                     |                    |       |        |
| 14    | Michael Künzel      | Deutschland        | 37,32 | 37,32  |
| 25    | Roland Brunner      | Österreich         | 37,89 | 37,89  |
| 29    | Michael Spielmann   | Deutschland        | 38,33 | 38,33  |

#### 1. Lauf 1.000 Meter
| Platz | Name                | Land               | Zeit    | Punkte |
| ----- | ------------------- | ------------------ | ------- | ------ |
| 1     | Manabu Horii        | Japan              | 1:13,18 | 36,59  |
| 2     | Ådne Søndrål        | Norwegen           | 1:13,45 | 36,72  |
| 3     | Casey Fitzrandolph  | Vereinigte Staaten | 1:13,63 | 36,81  |
| 4     | Kevin Overland      | Kanada             | 1:13,64 | 36,82  |
| 5     | Jeremy Wotherspoon  | Kanada             | 1:13,73 | 36,86  |
| 6     | Sergei Klewtschenja | Russland           | 1:13,84 | 36,92  |
| 7     | Jaegal Seong-yeol   | Südkorea           | 1:13,92 | 36,96  |
| 8     | Roger Strøm         | Norwegen           | 1:13,95 | 36,97  |
| 9     | Hiroyasu Shimizu    | Japan              | 1:14,16 | 37,08  |
| 10    | Gerard van Velde    | Niederlande        | 1:14,20 | 37,10  |
|       |                     |                    |         |        |
| 16    | Michael Künzel      | Deutschland        | 1:15,00 | 37,50  |
| 19    | Matthias Pfeiffer   | Deutschland        | 1:15,40 | 37,70  |
| 25    | Roland Brunner      | Österreich         | 1:16,34 | 38,17  |
| 26    | Michael Spielmann   | Deutschland        | 1:16,48 | 38,24  |

#### 2. Lauf 500 Meter
| Platz | Name                | Land               | Zeit  | Punkte |
| ----- | ------------------- | ------------------ | ----- | ------ |
| 1     | Manabu Horii        | Japan              | 36,01 | 36,01  |
| 2     | Sergei Klewtschenja | Russland           | 36,04 | 36,04  |
| 3     | Hiroyasu Shimizu    | Japan              | 36,26 | 36,26  |
| 4     | Roger Strøm         | Norwegen           | 36,34 | 36,34  |
| 5     | Casey Fitzrandolph  | Vereinigte Staaten | 36,53 | 36,53  |
| 6     | Kevin Overland      | Kanada             | 36,63 | 36,63  |
| 7     | Yasunori Miyabe     | Japan              | 36,66 | 36,66  |
| 8     | Patrick Bouchard    | Kanada             | 36,71 | 36,71  |
| 9     | Mike Ireland        | Kanada             | 36,81 | 36,81  |
| 10    | Jaegal Seong-yeol   | Südkorea           | 36,83 | 36,83  |
|       |                     |                    |       |        |
| 12    | Michael Künzel      | Deutschland        | 36,96 | 36,96  |
| 20    | Matthias Pfeiffer   | Deutschland        | 37,47 | 37,47  |
| 24    | Roland Brunner      | Österreich         | 37,66 | 37,66  |

#### 2. Lauf 1.000 Meter
| Platz | Name               | Land               | Zeit    | Punkte |
| ----- | ------------------ | ------------------ | ------- | ------ |
| 1     | Manabu Horii       | Japan              | 1:12,55 | 36,27  |
| 2     | Casey Fitzrandolph | Vereinigte Staaten | 1:12,97 | 36,48  |
| 3     | Ådne Søndrål       | Norwegen           | 1:13,06 | 36,53  |
| 4     | Jaegal Seong-yeol  | Südkorea           | 1:13,57 | 36,78  |
| 5     | Kevin Overland     | Kanada             | 1:13,68 | 36,84  |
| 6     | Jeremy Wotherspoon | Kanada             | 1:13,80 | 36,90  |
| 7     | Roger Strøm        | Norwegen           | 1:13,83 | 36,91  |
| 8     | Gerard van Velde   | Niederlande        | 1:13,92 | 36,96  |
| 9     | Hiroyasu Shimizu   | Japan              | 1:14,08 | 37,04  |
| 10    | Jan Bos            | Niederlande        | 1:14,11 | 37,05  |
|       |                    |                    |         |        |
| 18    | Roland Brunner     | Österreich         | 1:14,93 | 37,46  |
| 19    | Michael Künzel     | Deutschland        | 1:15,12 | 37,56  |
| 21    | Matthias Pfeiffer  | Deutschland        | 1:15,38 | 37,69  |
| 29    | Michael Spielmann  | Deutschland        | 1:16,21 | 38,10  |